# Абордажний гак

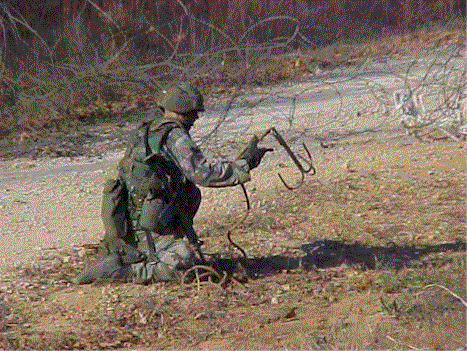
Солдат споряджає гак

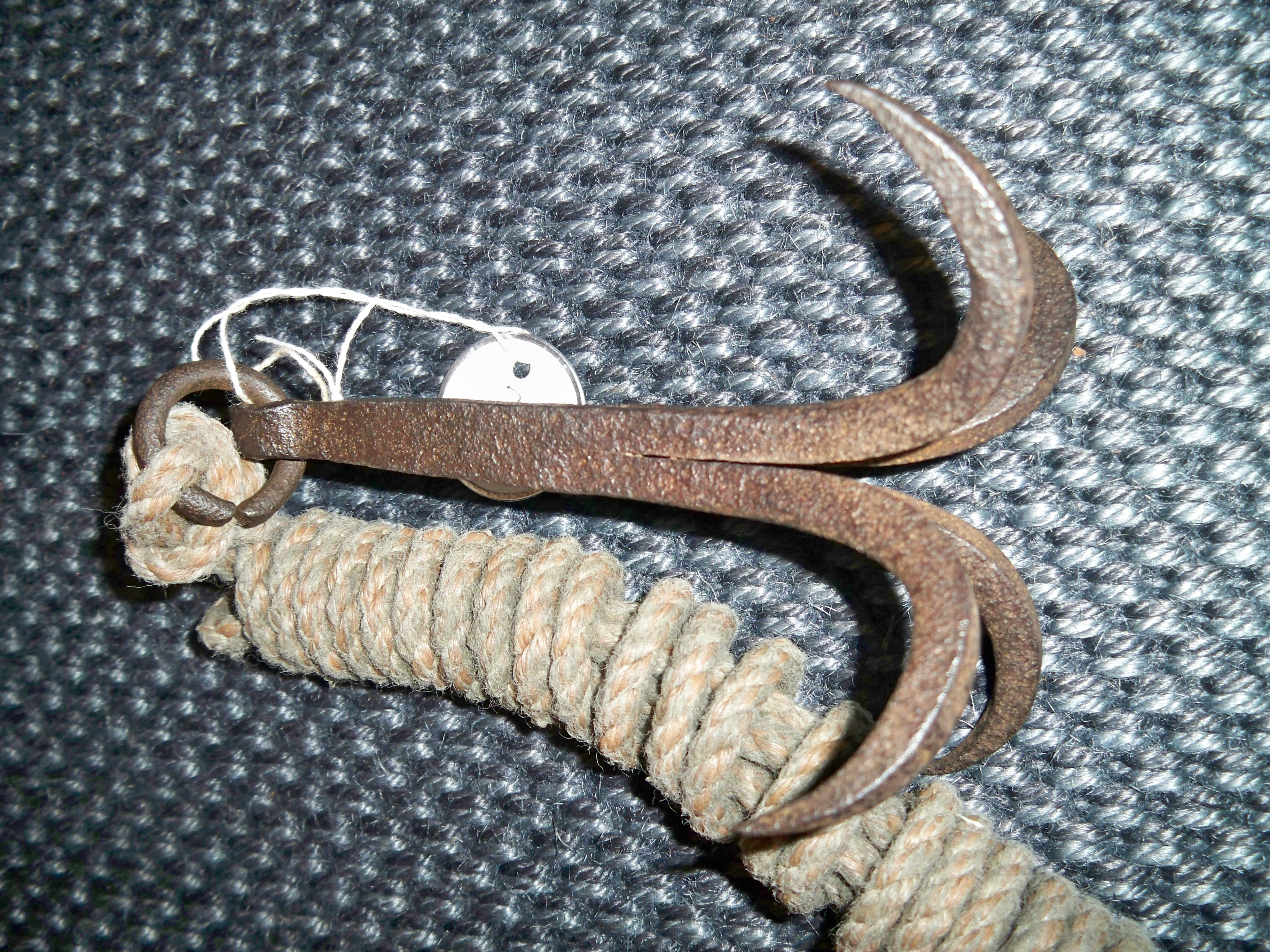
Давня японська металева кагінава — гак для підіймання.

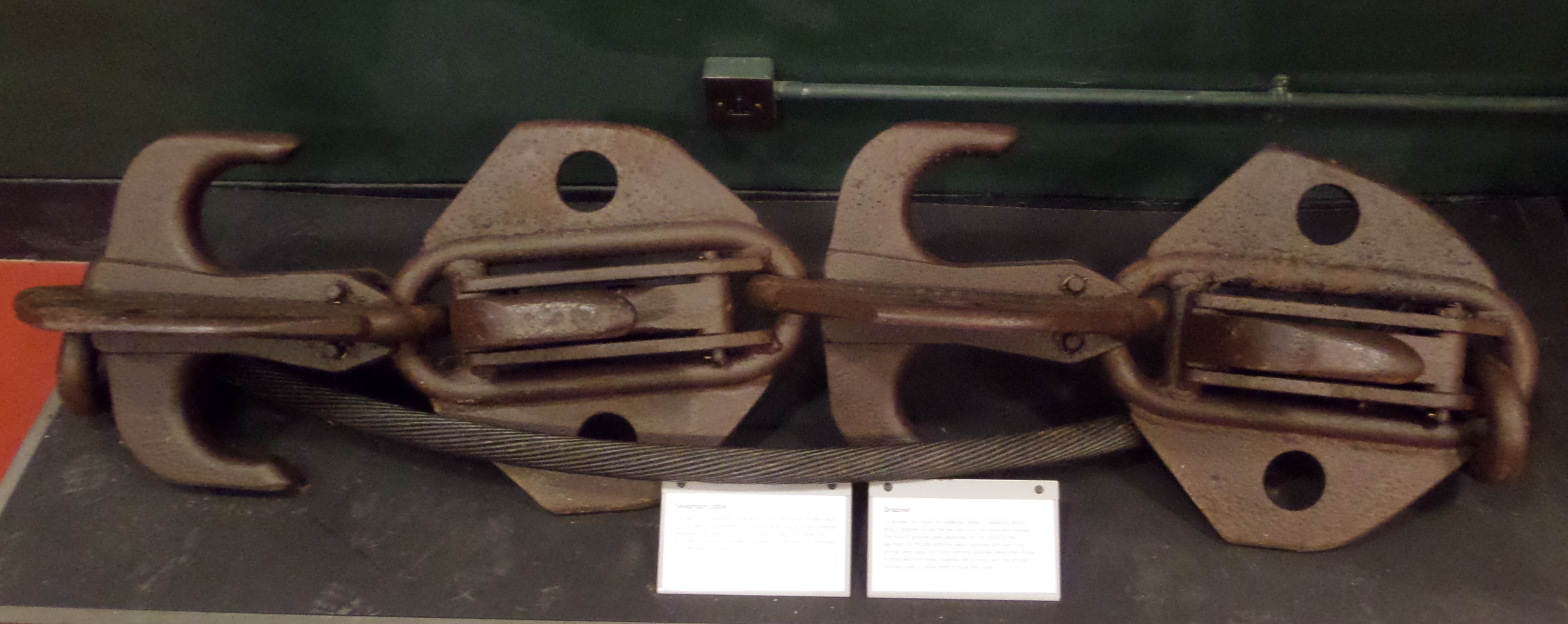
Ланцюгова кішка — використовується для піднімання кабелю з морського дна.

Абордажний гак, Абордажна кішка — це пристрій з кількома гачками (відомі як лапи), прикріпленими до мотузки; її кидають, спускають, топлять, вистрілюють або кріплять напряму руками, для того щоб хоча б одна лапа заціпилася і трималася. Зазвичай, кішки використовують для тимчасового забезпечення закріплення кінця мотузки. Ними також можна піднімати затонулі предмети. Історично абордажні гаки використовували під час морських битв, щоб захопити такелаж корабля і таким чином останній взяти на абордаж.
Загалом це вісь з отвором («вухом») для кріплення до мотузки і трьома лапами з іншого боку, розташованих таким чином, щоб хоча б одна з лап могла закріпитися за ціль. Деякі сучасні конструкції гаків мають складані лапи, щоб не чіплятися за сторонні предмети. Більшість гаків кидають руками, але інколи в рятувальній роботі використовують гармати на стисненому повітрі (наприклад, Plumett AL-52), мортири або ракети.
Абордажні гаки використовують сапери для руйнування тактичних перешкод. За такого використання гак запускають вперед на перешкоду, тягнуть назад для детонування мін і витягують проводи розтяжок або колючий дріт. Для цього потрібно дві речі; зброя і гвинтівковий гак, одиночний гак, який вставляють у дуло штурмової гвинтівки M4/M16 або арбалетний варіант гака.
За допомогою гака можна розчистити до 99 % розтяжок за один прохід.